# Championnats du monde de judo 1979
Les Championnats du monde de judo 1979 se tiennent à Paris en France.

## Résultats

### Hommes
| Catégories        | Or                 | Argent               | Bronze                           |
| ----------------- | ------------------ | -------------------- | -------------------------------- |
| - 60 kg           | Thierry Rey        | Woo Jong Koa         | Felice Mariani Yasuhiko Moriwaki |
| - 65 kg           | Nikolai Solodukhin | Yves Delvingt        | Janusz Pawlowski Kyosuke Sahara  |
| - 71 kg           | Kiyoto Katsuki     | Ezio Gamba           | Neil Adams Tamaz Namgalauri      |
| - 78 kg           | Shozo Fujii        | Bernard Tchoullouyan | Harald Heinke Young Chul Park    |
| - 86 kg           | Detlef Ultsch      | Michel Sanchis       | Walter Carmona Masao Takahashi   |
| - 95 kg           | Tengiz Khubuluri   | Robert van de Walle  | Gunther Neureuther Henk Numan    |
| + 95 kg           | Yasuhiro Yamashita | Jean-Luc Rougé       | Jae Ki Cho Imre Varga            |
| Toutes catégories | Sumio Endo         | Vitaly Kuznetsov     | Radomir Kovacevic Jean-Luc Rougé |

## Tableau des médailles
| Rang | Nation               | Or | Argent | Bronze | Total |
| ---- | -------------------- | -- | ------ | ------ | ----- |
| 1    | Japon                | 4  | 0      | 3      | 7     |
| 2    | Union soviétique     | 2  | 1      | 1      | 4     |
| 3    | France               | 1  | 4      | 1      | 6     |
| 4    | Allemagne de l'Est   | 1  | 0      | 1      | 2     |
| 5    | Corée du Sud         | 0  | 1      | 2      | 3     |
| 6    | Italie               | 0  | 1      | 1      | 2     |
| 7    | Belgique             | 0  | 1      | 0      | 1     |
| 8    | Pologne              | 0  | 0      | 1      | 1     |
| -    | Royaume-Uni          | 0  | 0      | 1      | 1     |
| -    | Brésil               | 0  | 0      | 1      | 1     |
| -    | Allemagne de l'Ouest | 0  | 0      | 1      | 1     |
| -    | Pays-Bas             | 0  | 0      | 1      | 1     |
| -    | Hongrie              | 0  | 0      | 1      | 1     |
| -    | Yougoslavie          | 0  | 0      | 1      | 1     |

## Source
- (en) Judoinside.com